# Construction Time Again
Construction Time Again – trzeci album grupy Depeche Mode, wydany 9 września 1983.
Znalazły się na nim kompozycje stworzone przez Martina Lee Gore'a oraz Alana Wildera. Muzycy w dość specyficzny sposób nagrywali dźwięki do swej kolejnej płyty. Są tu różne odgłosy, takie jak: tłuczenie szyby samochodu, tarka, odgłosy lokomotywy itp. – wszystko „przepuszczone” przez syntezatory i samplery obsługiwane przez Alana Wildera oraz Andy'ego Fletchera. Całość dopełniają teksty autorstwa Martina Lee Gore'a.

## Lista utworów
| Nr  | Tytuł utworu                  | kompozytor  | Długość |
| --- | ----------------------------- | ----------- | ------- |
| 1.  | „Love, in Itself”             | Martin Gore | 4:29    |
| 2.  | „More Than a Party”           | Martin Gore | 4:45    |
| 3.  | „Pipeline”                    | Martin Gore | 5:54    |
| 4.  | „Everything Counts”           | Martin Gore | 4:19    |
| 5.  | „Two Minute Warning”          | Alan Wilder | 4:13    |
| 6.  | „Shame”                       | Martin Gore | 3:50    |
| 7.  | „The Landscape Is Changing”   | Alan Wilder | 4:47    |
| 8.  | „Told You So”                 | Martin Gore | 4:24    |
| 9.  | „And Then...”                 | Martin Gore | 4:34    |
| 10. | „Everything Counts” (Reprise) | Martin Gore | 0:55    |
|     |                               |             | 42:10   |

## Edycja USA
| Nr  | Tytuł utworu                            | Długość |
| --- | --------------------------------------- | ------- |
| 1.  | „Love, in Itself”                       | 4:27    |
| 2.  | „More Than a Party”                     | 4:30    |
| 3.  | „Pipeline”                              | 6:08    |
| 4.  | „Everything Counts”                     | 4:24    |
| 5.  | „Two Minute Warning”                    | 4:10    |
| 6.  | „Shame”                                 | 3:50    |
| 7.  | „The Landscape Is Changing”             | 4:46    |
| 8.  | „Told You So”                           | 4:25    |
| 9.  | „And Then...”                           | 5:40    |
| 10. | „Everything Counts” (In Larger Amounts) | 7:23    |
|     |                                         | 49:43   |

## Reedycja
W 2007 roku wydano redycje albumu, który zawierał płytę CD oraz DVD
CD2
| Nr | Tytuł utworu                              | Długość |
| -- | ----------------------------------------- | ------- |
| 1. | „Get the Balance Right!”                  |         |
| 2. | „The Great Outdoors!”                     |         |
| 3. | „Work Hard”                               |         |
| 4. | „Fools”                                   |         |
| 5. | „Get the Balance Right” (Combination Mix) |         |
| 6. | „Everything Counts” (In Larger Amounts)   |         |
| 7. | „Love, in Itself 4”                       |         |

Bonusowy materiał filmowy
| Nr | Tytuł utworu                                                                 | Długość |
| -- | ---------------------------------------------------------------------------- | ------- |
| 1. | „Depeche Mode 83” (Teenagers, growing up, bad government and all that stuff) | 31:00   |

## Twórcy
- Fletcher Andy
- Gahan Dave
- Gore Martin Lee
- Wilder Alan

- Produkcja: Daniel Miller, Depeche Mode
- Etykieta: Sire Records